# ريناي ستابس
ريناي ستابس بالإنجليزية: Rennae Stubbs)‏ مواليد 26 مارس 1971 في سيدني، هي لاعبة كرة مضرب أسترالية سابقة وكانت تلعب باليد اليمنى بدأت مسيرتها كمحترفة عام 1992، اعتزلت اللعب في 2011. كما أنها إحدى بطلات الجراند سلام. أعلى تصنيف لها في الفردي كان المركز الـ 64 في سنة 1996. سبق أن شاركت في دورة الألعاب الأولمبية الصيفية.

## بطولات حققتها
- بطولة ويمبلدون
- بطولة أستراليا المفتوحة للتنس
- بطولة أمريكا المفتوحة للتنس

## روابط خارجية
- ريناي ستابس على موقع رابطة محترفات التنس (الإنجليزية)
- ريناي ستابس على موقع الاتحاد الدولي لكرة المضرب (الإنجليزية)
- ريناي ستابس على موقع كأس بيلي جين كينغ (الإنجليزية)
- ريناي ستابس على موقع اتحاد التنس الأسترالي (الإنجليزية)
- ريناي ستابس على موقع خلاصة التنس.كوم (الإنجليزية)
- ريناي ستابس على موقع إي إس بي إن.كوم (الإنجليزية)
- ريناي ستابس على موقع أوليمبيديا (الإنجليزية)
- ريناي ستابس على موقع اللجنة الأولمبية الأسترالية (الإنجليزية)